# 博登巴赫
博登巴赫是德国莱茵兰-普法尔茨州的一个市镇。总面积4.78平方公里，总人口216人，其中男性114人，女性102人（2011年12月31日），人口密度45人/平方公里。